# Frat Pack
Frat Pack je přezdívka daná skupině hollywoodských herců, kteří spolu od konce 90. let 20. století často účinkují v komerčně úspěšných komediích. Do skupiny jsou obvykle zahrnováni: Ben Stiller, Jack Black, Will Ferrell, Vince Vaughn, Owen Wilson, Luke Wilson a Steve Carell.
Termín byl poprvé použit v červnu 2004 v USA Today a brzy ho začala používat i jiná média. Termín je narážkou na Rat Pack.

## Filmografie
Ačkoli se nikdy členové Frat Pack neobjevili v jednom filmu všichni dohromady, přiblížili se tomu snímkem Zprávař: Příběh Rona Burgundyho, kde hráli všichni kromě Owena Wilsona (většinou v malých rolích a jako cameo). Kromě Owena Wilsona také všichni uváděli pořad Saturday Night Live. Všichni také předávali Oscary.
| Film                                             | Jack Black                     | Ben Stiller                                 | Luke Wilson                      | Owen Wilson                         | Vince Vaughn  | Will Ferrell                               | Steve Carell  |
| ------------------------------------------------ | ------------------------------ | ------------------------------------------- | -------------------------------- | ----------------------------------- | ------------- | ------------------------------------------ | ------------- |
| Grázlové (1996)                                  |                                |                                             | hlavní role                      | hlavní role, scénář                 |               |                                            |               |
| Cable Guy (1996)                                 | vedlejší role                  | režisér, malá role                          |                                  | malá role                           |               |                                            |               |
| Bongwater (1997)                                 | vedlejší role                  |                                             | hlavní role                      |                                     |               |                                            |               |
| Půlnoc nikdy nekončí (1998)                      |                                | hlavní role                                 |                                  | vedlejší role                       |               |                                            |               |
| Heat Vision and Jack (neodvysílaný pilot) (1999) | hlavní role                    | režisér, malá role                          |                                  | hlavní role, dabing                 |               |                                            |               |
| Fotr je lotr (2000)                              |                                | hlavní role                                 |                                  | vedlejší role                       |               |                                            |               |
| Taková zvláštní rodinka (2001)                   |                                | hlavní role                                 | hlavní role                      | hlavní role, scenárista             |               |                                            |               |
| Zoolander (2001)                                 |                                | hlavní role, režisér, scenárista, producent |                                  | hlavní role                         | malá role     | hlavní role                                |               |
| Orange County (2002)                             | hlavní role                    | malá role                                   |                                  |                                     |               |                                            |               |
| Mládí v trapu (2003)                             |                                |                                             | hlavní role                      |                                     | hlavní role   | hlavní role                                |               |
| Starsky & Hutch (2004)                           |                                | hlavní role, výkonný producent              |                                  | hlavní role                         | hlavní role   | vedlejší role                              |               |
| Závist (2004)                                    | hlavní role                    | hlavní role                                 |                                  |                                     |               |                                            |               |
| Vybíjená (2004)                                  |                                | hlavní role, producent                      |                                  |                                     | hlavní role   |                                            |               |
| Zprávař: Příběh Rona Burgundyho (2004)           | malá role                      | malá role                                   | malá role                        |                                     | vedlejší role | hlavní role, scenárista, výkonný producent | hlavní role   |
| Wake Up, Ron Burgundy: The Lost Movie (2004)     |                                |                                             | malá role                        |                                     | vedlejší role | hlavní role, scenárista, výkonný producent | hlavní role   |
| Jeho fotr, to je lotr! (2004)                    |                                | hlavní role                                 |                                  | malá role                           |               |                                            |               |
| Melinda a Melinda (2004)                         |                                |                                             |                                  |                                     |               | hlavní role                                | vedlejší role |
| Cesta kolem světa za 80 dní (2004)               |                                |                                             | malá role                        | malá role                           |               |                                            |               |
| Moje krásná čarodějka (2005)                     |                                |                                             |                                  |                                     |               | hlavní role                                | vedlejší role |
| Nesvatbovi (2005)                                |                                |                                             |                                  | hlavní role                         | hlavní role   | malá role                                  |               |
| Příběh Wendella Bakera (2005)                    |                                |                                             | hlavní role, režisér, scenárista | hlavní role                         |               | malá role                                  |               |
| Králové ro(c)ku (2006)                           | hlavní role, scenárista, hudba | malá role, producent                        |                                  |                                     |               |                                            |               |
| Noc v muzeu (2006)                               |                                | hlavní role                                 |                                  | vedlejší role                       |               |                                            |               |
| Ledově ostří (2007)                              |                                | producent                                   | malá role                        |                                     |               | hlavní role                                |               |
| Tropická bouře (2008)                            | hlavní role                    | hlavní role, režisér, scenárista, producent |                                  | odmítl roli (původně vedlejší role) |               |                                            |               |
| Noc v muzeu 2 (2009)                             |                                | hlavní role                                 |                                  | vedlejší role                       |               |                                            |               |
| Fotři jsou lotři (2010)                          |                                | hlavní role                                 |                                  | hlavní role                         |               |                                            |               |
| The Big Year (2011)                              | hlavní role                    | producent                                   |                                  | hlavní role                         |               |                                            |               |
| Film                                             | Jack Black                     | Ben Stiller                                 | Luke Wilson                      | Owen Wilson                         | Vince Vaughn  | Will Ferrell                               | Steve Carell  |

## Fotogalerie

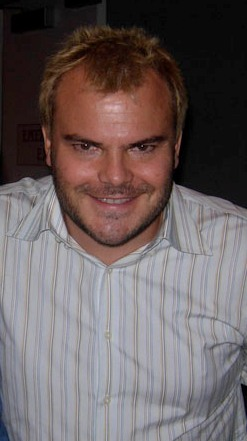
Jack Black
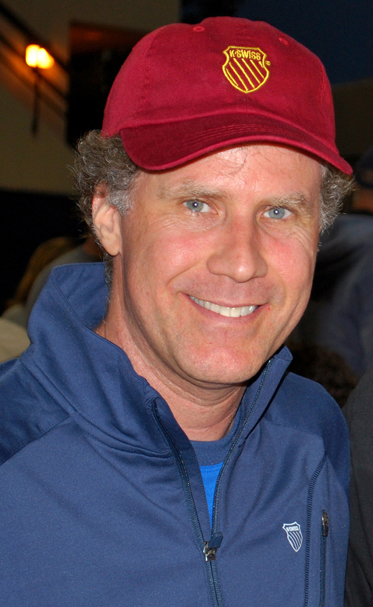
Will Ferrell
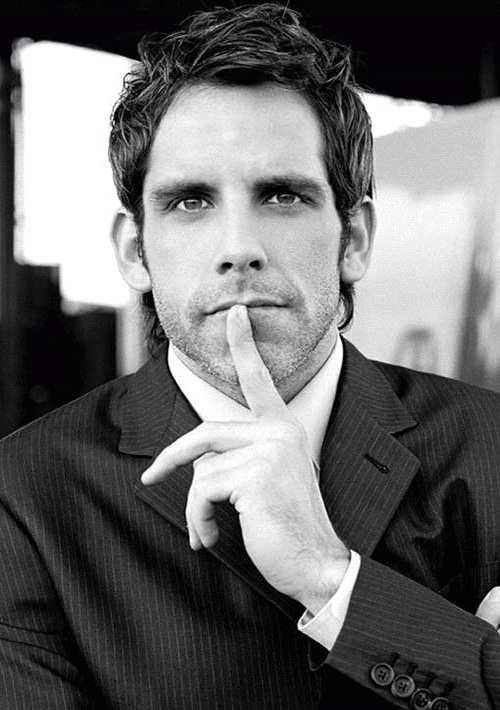
Ben Stiller
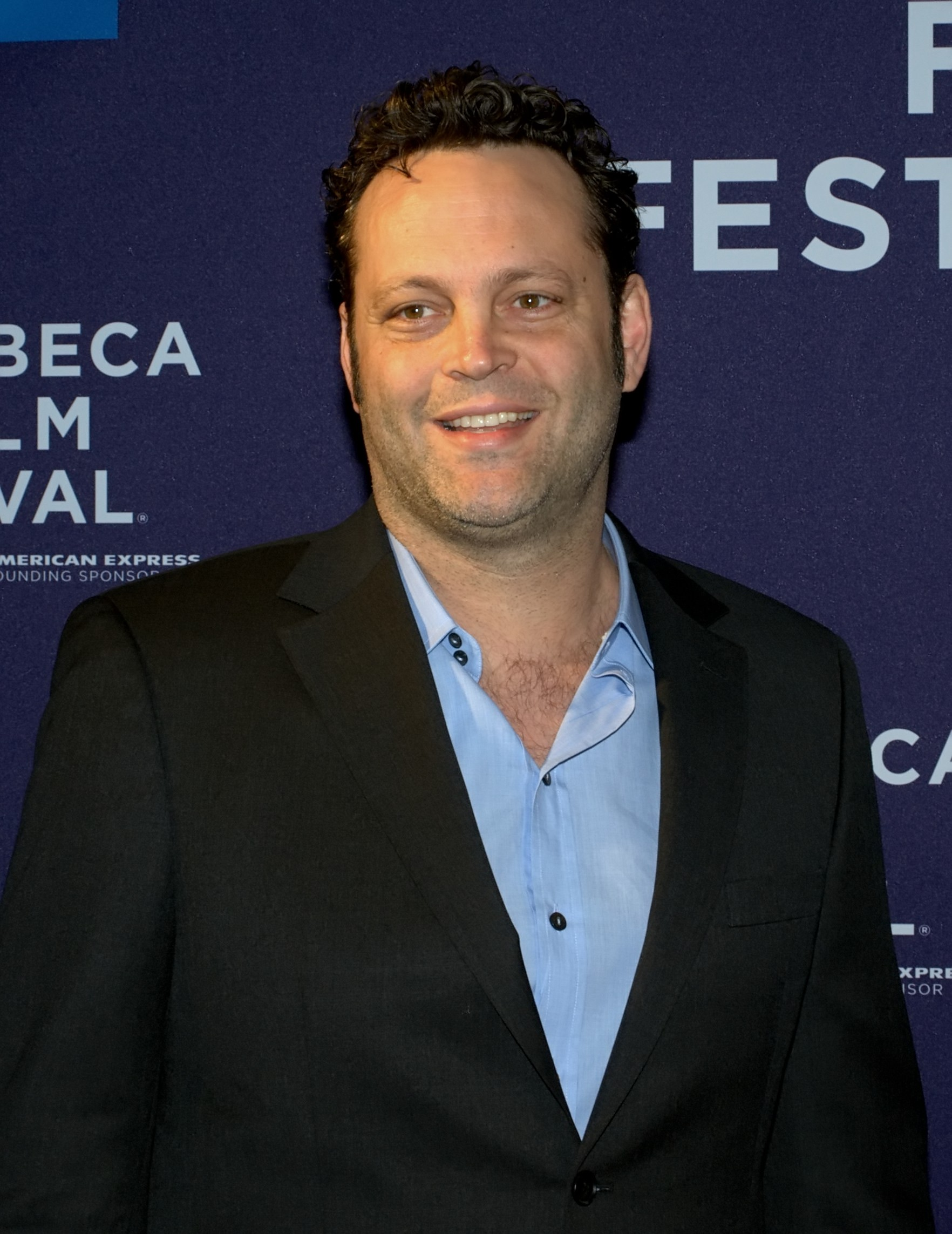
Vince Vaughn
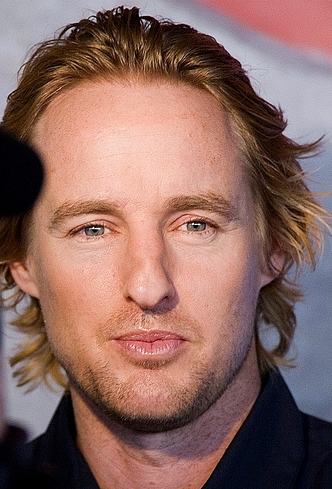
Owen Wilson
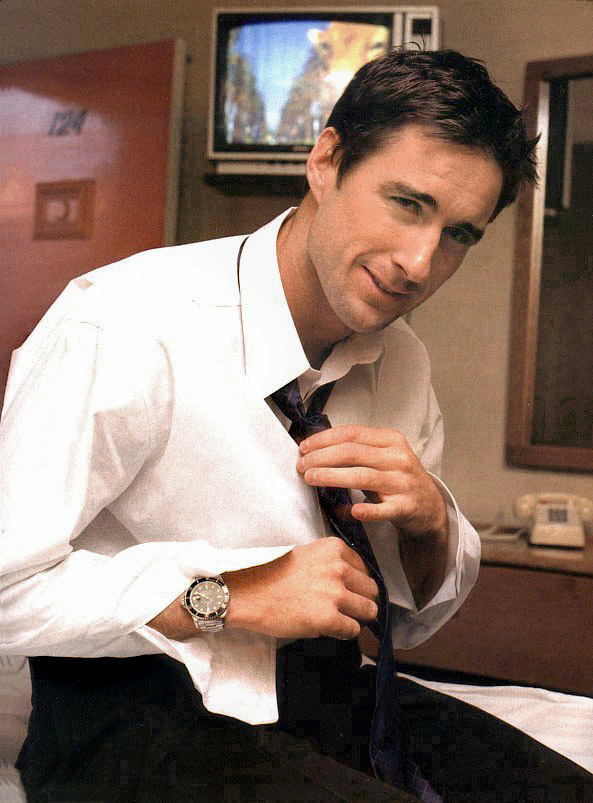
Luke Wilson
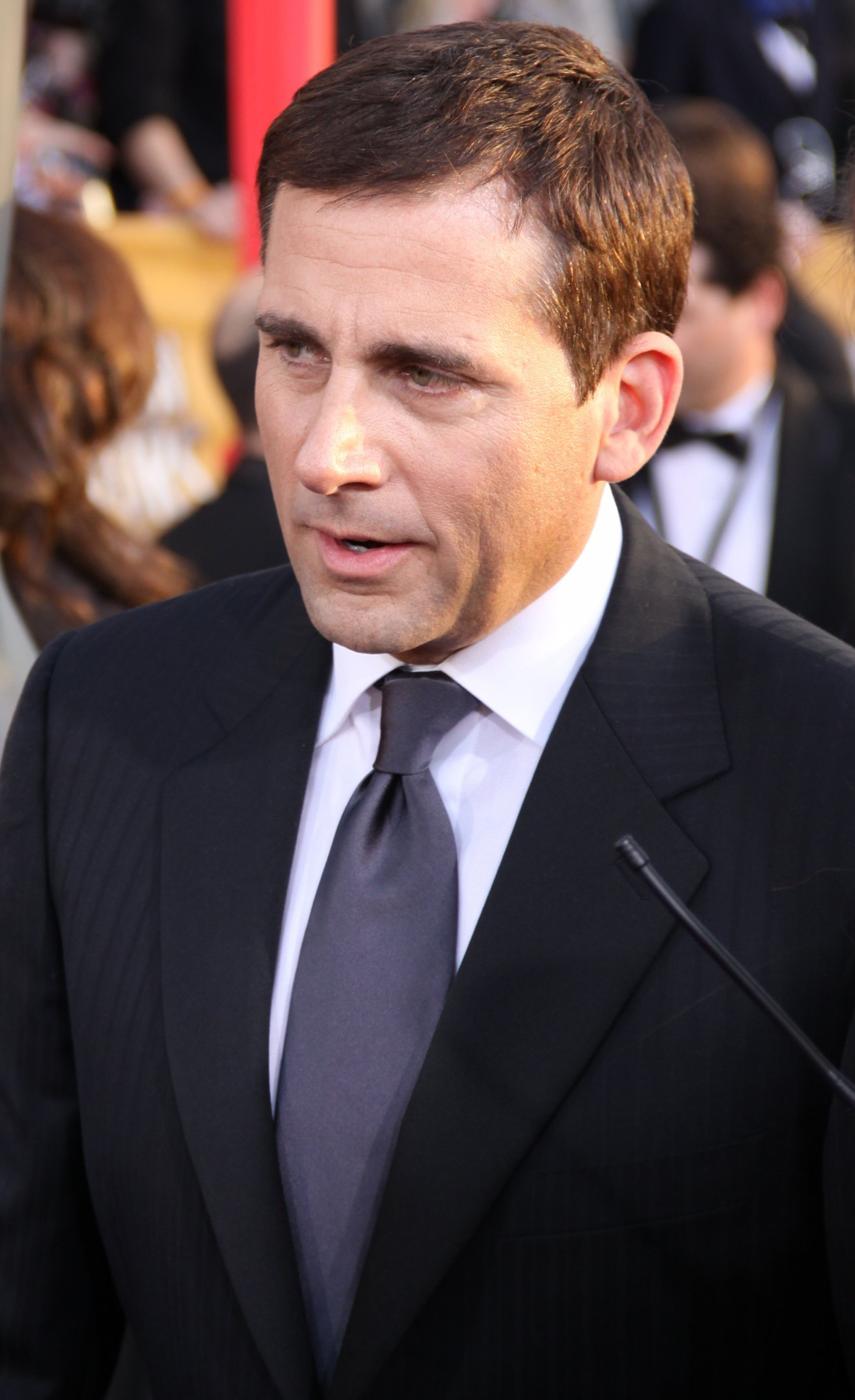
Steve Carell